# Света Тројица (Домжале)
Света Тројица (словен. Sveta Trojica) је насељено место у општини Домжале, Средњесловенска регија, Словенија.

## Историја
До територијалне реорганизације у Словенији била је у саставу старе општине Домжале.

## Становништво
У попису становништва из 2011. године, Света Тројица је имала 115 становника.
| Број становника према пописима | Број становника према пописима | Број становника према пописима |
| ------------------------------ | ------------------------------ | ------------------------------ |
| 1991                           | 2002                           | 2011                           |
| 41                             | 62                             | 115                            |

Напомена: До 1952. исказивано под именом Врх Свете Тројице, од 1952. до 1955. године Света Тројица, од 1955. до 1992. Тројица, а од 1992. опет Света Тројица. Године 1952. повећано за насеље Вишевек које је укинуто.